# QV29
QV 29 est un des tombeaux situé dans la vallée des Reines, dans la nécropole thébaine, sur la rive ouest du Nil face à Louxor en Égypte.

## Description
QV 29 est une tombe anonyme datant de la XVIIIe dynastie, constituée d'une chambre creusée dans du schiste argileux de mauvaise qualité et reliée à la surface par un trou béant.